# John Stillwell

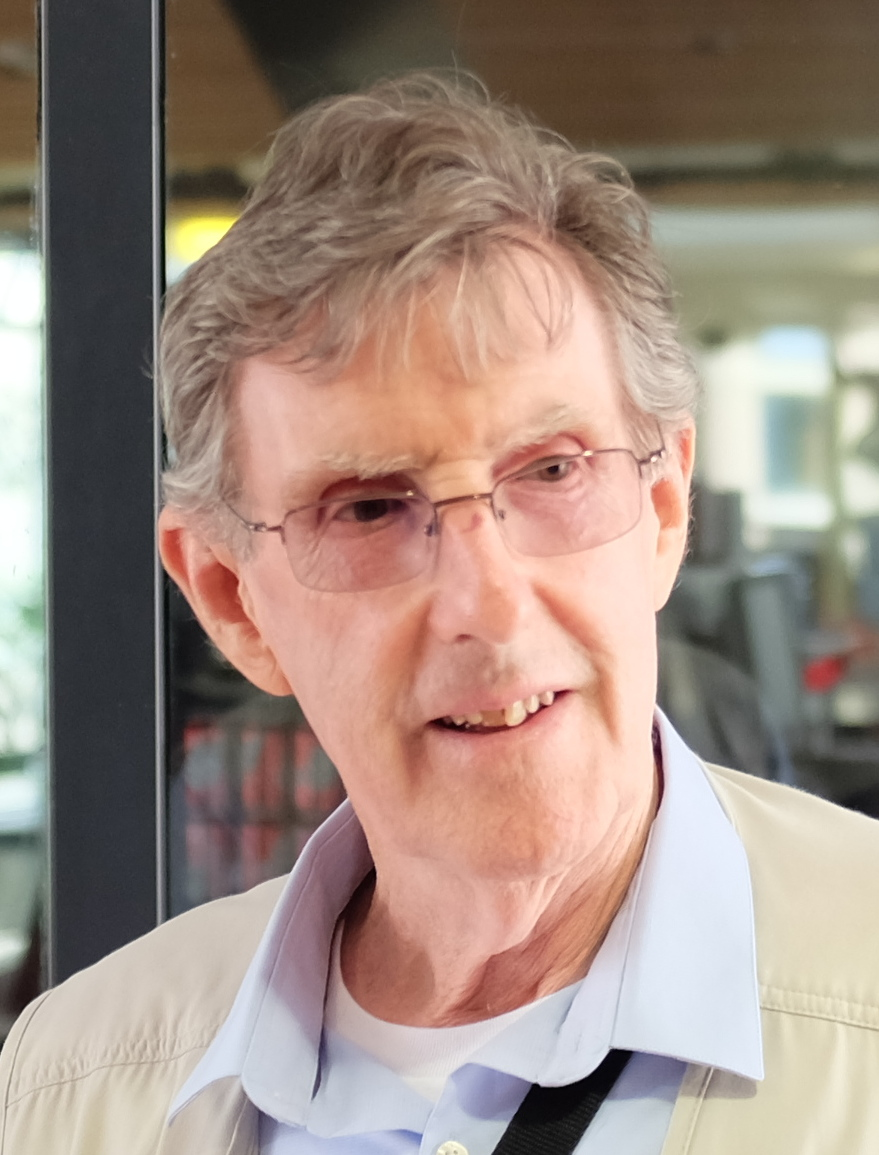
John Stillwell

John Stillwell (Melbourne, 12 augustus 1942) is een Australisch wiskundige die verbonden is aan de faculteiten van de Universiteit van San Francisco en de Monash University.
Hij werd in Melbourne geboren. Daar woonde hij totdat hij voor zijn promotie naar het Massachusetts Institute of Technology verhuisde. Hij promoveerde in 1970 onder supervisie van Hartley Rogers, Jr aan de MIT. Vanaf 2002 geeft hij les in San Francisco.
In 2005 ontving Stillwell de prestigieuze Chauvenet-prijs van de Mathematical Association of America voor zijn artikel "The story of the 120-Cell," Notices of the American Mathematical Society , januari 2001, blz. 17–24.

## Werken
Stillwell is de schrijver van vele tekstboeken en andere boeken over wiskunde waaronder:
- (en)  Classical Topology and Combinatorial Group Theory, 1980, ISBN 0387979700
- (en)  Mathematics and Its History, 1989, 3e editie 2010, ISBN 0387953361
- (en)  Geometry of Surfaces, 1992, ISBN 0387977430
- (en)  Elements of Algebra: Geometry, Numbers, Equations, 1994, ISBN 0387942904
- (en)  Numbers and Geometry, 1998, ISBN 0387982892
- (en)  Elements of Number Theory, 2003, ISBN 0387955879
- (en)  The Four Pillars of Geometry, 2005, ISBN 0387255303
- (en)  Yearning for the Impossible: The Surprising Truths of Mathematics, 2006, ISBN 156881254X
- (en)  Naive Lie Theory, 2008, ISBN 0387982892
- (en)  Roads to Infinity, 2010, ISBN 9781568814667

## Voetnoten
1. 1 2  profiel aan de Universiteit van San Francisco
2. ↑  Verhaal van de 120-Cell
3. ↑  MAA awards pagina. Gearchiveerd op 6 april 2003. Geraadpleegd op 12 maart 2012.